# ماريو فونتانيلا
ماريو فونتانيلا (ولد في 28 يونيو 1989 في نابولي، إيطاليا) لاعب كرة قدم إيطالي يجيد اللعب في مركز المهاجم. يلعب حاليا لصالح المحرق البحريني من 2022.

## المسيرة الرياضية

### الأندية
في 1 يوليو 2007 تم تصعيده إلى الفريق الأول في نابولي الإيطالي. في موسمه الأول 2007-2008 وفي بطولة دوري الدرجة الأولى ساهم في حصد فريقه 24 نقطة في 20 مباراة محتلا المركز 11. وفي بطولة كأس إيطاليا ساهم في وصول فريقه إلى الدور الثمن النهائي عندما خسر من لاتسيو 2-3 في مجموع المباراتين.
في 1 فبراير 2008 انتقل فونتانيلا من نابولي إلى بارليتا الإيطالي في صفقة انتقال حر. في موسمه الأول 2007-2008 وفي بطولة دوري الدرجة الرابعة ساهم في احتلال فريقه المركز السابع برصيد 44 نقطة في 34 مباراة بفارق ثماني نقاط عن صاحب المركز الخامس المؤهل إلى تصفيات الصعود.
في موسمه الثاني 2008-2009 وفي بطولة دوري الدرجة الرابعة ساهم في حصد فريقه 15 نقطة من 15 مباراة. وفي بطولة كأس إيطاليا ساهم في وصول فريقه إلى الدور الثاني عندما خسر من ساسولو 1-3.
في 1 ديسمبر 2008 انتقل فونتانيلا من بارليتا إلى فيريبوس أونيتيس الإيطالي في صفقة انتقال حر. في موسمه الأول 2008-2009 وفي بطولة دوري الدرجة الخامسة ساهم في احتلال فريقه المركز السابع برصيد 52 نقطة من 36 مباراة.
في 1 يوليو 2009 انتقل فونتانيلا من فيريبوس أونيتيس إلى نيابوليس الإيطالي في صفقة انتقال حر. في موسمه الأول 2009-2010 وفي بطولة دوري الدرجة الخامسة ساهم في تتويج فريقه ببطولة المجموعة الثامنة بعدما تصدر الترتيب برصيد 79 نقطة من 36 مباراة وبالتالي الصعود إلى الدرجة الثالثة.
في 1 يوليو 2010 انتقل فونتانيلا من نيابوليس إلى نوتو الإيطالي في صفقة انتقال حر. في موسمه الأول 2010-2011 وفي بطولة دوري الدرجة الخامسة ساهم في احتلال فريق المركز الرابع عشر برصيد 42 نقطة من 36 مباراة وبالتالي التأهل للعب في تصفيات الهبوط حيث تعادل مع روسانيزي سلبيا في مجموع المباراتين وبالتالي بقي في الدرجة الخامسة بسبب قاعدة أفضل الترتيب في بطولة الدوري.
في موسمه الثاني 2011-2012 وفي بطولة دوري الدرجة الخامسة ساهم في احتلال فريقه المركز السابع في المجموعة التاسعة برصيد 48 نقطة في 34 مباراة.
في 1 يوليو 2012 انتقل فونتانيلا من نوتو إلى سارنيزي الإيطالي في صفقة انتقال حر.
في 1 ديسمبر 2012 انتقل فونتانيلا من سارنيزي إلى باستيا الإيطالي في صفقة انتقال حر. في موسمه الأول 2012-2013 وفي بطولة دوري الدرجة الخامسة ساهم في احتلال فريقه المركز 11 في المجموعة الخامسة برصيد 45 نقطة من 34 مباراة.
في 1 يوليو 2013 انتقل فونتانيلا من باستيا إلى بودوني الإيطالي في صفقة انتقال حر. في موسمه الأول 2013-2014 وفي بطولة دوري الدرجة الخامسة ساهم في احتلال فريقه المركز الثالث عشر برصيد 43 نقطة من 34 مباراة بفارق نقطتين عن منطقة الأمان وبالتالي التأهل إلى تصفيات الهبوط حيث استطاع فريقه تفادي الهبوط بالفوز على أرزاتشينا 2-1.
في موسمه الثاني والأخير 2014-2015 وفي بطولة دوري الدرجة الخامسة ساهم في احتلال فريقه المركز الرابع في المجموعة السابعة برصيد 57 نقطة من 34 مباراة وبالتالي تأهل إلى تصفيات الصعود حيث تعادل مع أوستيا ماري 1-1 ثم خسر من أولبيا 1-3.
في 16 يوليو 2015 انتقل فونتانيلا من بودوني إلى فلوريانا المالطي في صفقة انتقال حر. في موسمه الأول 2015-2016 وفي بطولة دوري الدرجة الممتازة ساهم في احتلال فريقه المركز الخامس برصيد 39 نقطة من 33 مباراة بفارق خمس نقاط عن صاحب المركز الرابع المؤهل إلى الدوري الأوروبي. احتل فونتانيلا المركز الثالث في قائمة الهدافين برصيد 15 هدف بفارق هدفين عن الصدارة. وفي بطولة كأس مالطا ساهم في وصول فريقه إلى الدور الربع النهائي عندما خسر من بيركيركارا 0-2.
في موسمه الثاني 2016-2017 وفي بطولة دوري الدرجة الممتازة ساهم في احتلال فريقه المركز الخامس برصيد 54 نقطة من 33 مباراة وبالتالي التأهل في الموسم المقبل إلى الدوري الأوروبي. احتل فونتانيلا المركز الثالث في قائمة الهدافين برصيد 14 هدف بفارق سبعة أهداف عن الصدارة. وفي بطولة كأس مالطا ساهم في تتويج فريقه بالبطولة بعدما تغلب في المباراة النهائية سلايما واندريرز بهدفين نظيفين وقد سجل فونتانيلا هدف في هذه البطولة وبالتالي يحقق فونتانيلا ثاني بطولاته الشخصية.
في موسمه الثالث والأخير 2017-2018 وفي بطولة دوري الدرجة الممتازة ساهم في احتلال فريقه المركز السادس برصيد 46 نقطة من 26 مباراة. احتل فونتانيلا المركز الثاني في قائمة الهدافين برصيد 17 هدف بفارق أربعة أهداف عن الصدارة. وفي بطولة كأس مالطا خرج فريقه من الجولة الأولى عندما خسر من ناكسار 1-3 في الدور32 علما أن فونتانيلا سجل هدف فريقه الوحيد. وفي بطولة الدوري الأوروبي خرج فريقه من الجولة الأولى عندما خسر من النجم الأحمر بلغراد الصربي 3-6 في الدور التمهيدي الأول.
في 1 يوليو 2018 انتقل فونتانيلا من فلوريانا إلى فاليتا المالطي في صفقة انتقال حر. في موسمه الأول 2018-2019 وفي بطولة دوري الدرجة الأولى ساهم في تتويج فريقه بالبطولة بعدما تصدر الترتيب برصيد 58 نقطة من 26 مباراة بفارق الأهداف عن الوصيف هيبرنيانز مما أدى إلى إقامة مباراة فاصلة لتحديد البطل حيث فاز فاليتا بركلات الترجيح بعد التعادل 2-2 حيث سجل فونتانيلا هدف في الوقت الإضافي كما سدد الركلة الترجيحية الرابعة الحاسمة وبالتالي يحقق فونتانيلا ثالث بطولاته الشخصية. احتل فونتانيلا المركز الثاني في قائمة الهدافين برصيد 17 هدف بفارق هدف واحد عن الصدارة. وفي بطولة كأس مالطا ساهم في وصول فريقه إلى المباراة النهائية عندما خسر من بالزان بركلات الترجيح علما بأن فونتانيلا سجل هدف في الوقت الإضافي. وفي بطولة كأس السوبر المالطي ساهم في تتويج فريقه بالبطولة بعدما تغلب على بالزان 2-1 وبالتالي يحقق فونتانيلا رابع بطولاته الشخصية. وفي بطولة دوري أبطال أوروبا خرج فريقه من الجولة الأولى عندما خسر من كوكسي الألباني بقاعدة الأهداف خارج الأرض بعد تعادلهما 1-1 في الدور التمهيدي الأول. انتقل للعب في الدوري الأوروبي لكنه أيضا خرج فريقه من الجولة الأولى عندما خسر من زرينيسكي موستار البوسني 2-3 في الدور التمهيدي الثاني.
في موسمه الثاني 2019-2020 وفي بطولة دوري الدرجة الممتازة ساهم في حصد فريقه 38 نقطة من 20 مباراة محتلا المركز الثاني خلف المتصدر فلوريانا بفارق ثلاث نقاط ثم قرر الاتحاد المالطي لكرة القدم إلغاء البطولة بسبب انتشار جائحة كورونا. احتل فونتانيلا المركز الثاني في قائمة الهدافين برصيد 13 هدف بفارق هدف واحد عن الصدارة. وفي بطولة كأس مالطا ساهم في وصول فريقه إلى الدور النصف النهائي بعدما تغلب في الدور الربع النهائي على بيركيركارا بركلات الترجيح ثم ألغيت البطولة بسبب انتشار جائحة كورونا. وفي بطولة كأس السوبر المالطي ساهم في تتويج فريقه باتلبطولة بعدما تغلب على بالزان 2-1 ليحقق فونتانيلا خامس بطولاته الشخصية. وفي بطولة دوري أبطال أوروبا ساهم في وصول فريقه إلى الدور التمهيدي الثاني عندما خسر من فيرينتسفاروشي المجري 2-4 في مجموع المباراتين. ثم انتقل للعب في الدوري الأوروبي حيث خسر في الدور التمهيدي الثالث من أستانا الكازاخستاني 1-9 في مجموع المباراتين.
في موسمه الثالث 2020-2021 وفي بطولة دوري الدرجة الممتازة ساهم في حصد فريقه 33 نقطة من 23 مباراة محتلا المركز السابع بفارق 23 نقطة عن المتصدر ثم قرر الاتحاد المالطي لكرة القدم إلغاء البطولة بسبب انتشار جائحة كورونا. وفي بطولة كأس مالطا ساهم في وصول فريقه إلى الدور الربع النهائي بعدما تغلب في الدور الثمن النهائي على سينغليا أثلتيك بهدف فونتانيلا ثم ألغيت البطولة بسبب انتشار جائحة كورونا. وفي الدوري الأوروبي خرج من الجولة الأولى عندما خسر من بالا تاون الويلزي بهدف نظيف.
في موسمه الرابع والأخير 2021-2022 وفي بطولة دوري الدرجة الممتازة ساهم في احتلال فريقه المركز الثاني في الدور الأول برصيد 45 نقطة من 22 مباراة لينتفل إلى الدوري السداسي لتحديد البطل حيث احتل في نهاية المطاف المركز الثاني برصيد 51 نقطة من 27 مباراة بفارق ثلاث نقاط على هيبيرنيانز ليتأهل إلى دوري المؤتمر الأوروبي. احتل فونتانيلا المركز الثالث في قائمة الهدافين برصيد 12 هدف بفارق خمسة أهداف عن الصدارة. وفي بطولة كأس مالطا ساهم في وصول فريقه إلى المباراة النهائية عندما خسر من فلوريانا 1-2 علما أن فونتانيلا سجل هدف فريقه الوحيد.
في 17 يوليو انتقل فونتانيلا من فاليتا إلى المحرق البحريني في صفقة انتقال حر.

## الإنجازات

### الأندية

#### نيابوليس
- المجموعة الثامنة في دوري الدرجة الخامسة (1): 2009-2010

#### فلوريانا
- كأس مالطا (1): 2016-2017

#### فاليتا
- الدوري المالطي الممتاز (1): 2018-2019
- كأس السوبر المالطي (2): 2018، 2019

### الفردية
- المركز الثاني في قائمة هدافي الدوري المالطي الممتاز (3): 2017-2018، 2018-2019، 2019-2020
- المركز الثالث في قائمة هدافي الدوري المالطي الممتاز (3): 2015-2016، 2016-2017، 2021-2022

## روابط خارجية
- ماريو فونتانيلا على موقع قاعدة بيانات كرة القدم.إي يو (الإنجليزية)
- ماريو فونتانيلا على موقع Soccerway.com (الإنجليزية)